# سباستین لومبارد
سباستین لومبارد (انگلیسی: Sébastien Lombard؛ زادهٔ ۲۰ اوت ۱۹۸۱) بازیکن فوتبال اهل فرانسه است.